# TCEP
TCEP (トリス(2-カルボキシエチル)ホスフィン、英語: tris(2-carboxyethyl)phosphine）は還元剤の一種。TCEPは通常、分子量286.65 g/molの塩酸塩（TCEP-HCl）として生化学や分子生物学の実験に利用される。
同様の目的で利用されるジチオトレイトール（DTT）や2-メルカプトエタノール（βME、2ME）に比べて高価であるが、強い還元力、高い安定性、高い選択性、不可逆還元性、高い親水性、弱い不快臭などの性質によって有用な還元剤として知られる  。その強い還元力や高い安定性に着目して、バッファーや水に溶かした溶液としてだけではなくアガロースに固定して利用することで、還元された物質とTCEPの分離工程を飛ばすことができる。

## 合成
TCEPはトリス(2-シアノエチル)ホスフィンの酸加水分解で合成できる。

## 利用
TCEPはしばしば、タンパク質内もしくはタンパク質間のジスルフィド結合を防止することでタンパク質の活性を維持したり、同結合を切断することでポリアクリルアミドゲル電気泳動での正確な測定を行うために利用される。
TCEPは一般的な条件下でマレイミドとの反応性が低いため、システイン残基にマレイミドのラベルをしたタンパク質に利用することができる。しかし特定の条件下では、TCEPとマレイミドは反応してしまうことに注意が必要。
TCEPはRNAの抽出過程において、RNAを安定化させるためにも利用される。